# Rokkaku Tokinobu

Rokkaku Tokinobu (ou Sasaki Tokinobu). Foi um Kugyō (nobre)  do período Kamakura da história do Japão. Foi o quarto filho de Sasaki Yoritsuna e neto de Sasaki Yasutsuna fundador do Clã Rokkaku .

## Vida
- Em 1310 com a morte prematura do pai e dos irmãos assume a liderança do clã e as propriedades da família
- Em 1330 ingressa como Hashi Wataru do Santuário Iwashimizu Hachiman-gū na Corte de Go-Daigo
- Em 1331 no início da Gerra Genkō ajudou o Imperador Go-Daigo a fugir das tropas shogunais para o Castelo Kasagiyama na atual Província de Quioto.
- Em 1333 Ashikaga Takauji se rebelou contra o domínio do clã Hōjō e atacou a cidade de Quioto. Os dois líderes do Rokuhara Tandai , Hōjō Nakatori e Hōjō Tokimasu fugiram para o leste, mas foram capturados na Província de Ōmi pelas tropas de Tokinobu [2]
- Com a ascensão do Shogunato Ashikaga, após a queda da Restauração Kemmu em 1338 passou a ser membro do Zasso ketsu dansho, um tribunal para membros da corte e samurais. Ao mesmo tempo em que o cargo de Shugo de Ōmi do clã foi ocupado por Sasaki Takauji
- Morreu em 1346 aos 40 anos de idade

| Precedido por Sasaki Yoritsuna | -- 3º Líder do Clã Rokkaku (1310 - 1346)   | Sucedido por Rokkaku Ujiyori |
| Precedido por Sasaki Yoritsuna | 6º Shugo da Província de Ōmi (1310 - 1333) | Sucedido por Rokkaku Ujiyori |